# Eremus basalis
Eremus basalis är en insektsart som först beskrevs av Walker, F. 1869.  Eremus basalis ingår i släktet Eremus och familjen Gryllacrididae.

## Underarter
Arten delas in i följande underarter:
- E. b. gravelyanus
- E. b. basalis